# Kolbnitz
Kolbnitz ist eine ehemalige Gemeinde (Kolbnitz an der Tauernbahn) im Mölltal in Oberkärnten und heute Zählsprengel und Katastralgemeinde der Gemeinde Reißeck im Bezirk Spittal an der Drau in Kärnten. Als Gemeindeteil ist der Begriff noch ortsüblich.

## Geographie
Kolbnitz liegt etwa 20 Kilometer nordwestlich von Spittal an der Drau und dem Millstätter See.
Es umfasst die drei Dörfer Oberkolbnitz, Unterkolbnitz und Zandlach, die Rotten Preisdorf und Rottau, die Siedlungen Polan, Sandbichl und Tratten, sowie die zerstreuten Häuser Hattelberg und Mittelberg. Alle zehn Orte sind Ortschaften der Gemeinde. Bis auf Tratten liegen alle Orte links (nördlich) der Möll.
Dieser Zählsprengel Kolbnitz a.d.Tauernbahn hat etwa 560 Gebäude mit um die 1.600 Einwohnern, und eine Fläche von 51,4 km².
Die Katastralgemeinde Kolbnitz ist mit 12,1 km² nur ein Teil des Gebiets, und umfasst den Ort Unterkolbnitz, den Südteil des Orts Oberkolbnitz, und die rechten, nordseitigen Lagen des Mölltals, mit dem Ort Tratten, und bis hinauf an den Salzkofel (2498 m ü. A.).
Nachbarkatastralgemeinden
| Penk   | Zandlach                                    |                 |
|        | Kompassrose, die auf Nachbargemeinden zeigt |                 |
| Teuchl | Obergottesfeld (Gem. Sachsenburg)           | Mühldorf (Gem.) |

## Geschichte
Etwas westlich von Kolbnitz liegt der Danielsberg, eine keltische Kultstätte. Um 15 v. Chr. besetzten die Römer das Gebiet und hinterließen ihre Spuren, z. B. die Römerstraße und Überreste eines Herkulestempels auf dem Danielsberg.
In der ersten Erwähnung im Jahre 1124 wurde Kolbnitz als Cholomunze erwähnt. Der Name ist slawischen Ursprungs und leitet sich vermutlich von Collmiza ab, was kleiner abgerundeter Berg (Ameisenhaufen) bedeutet. Laut Dr. Otto Kronsteiner vom Institut für Slawistik in Salzburg geht der Name jedoch auf den Namen der Römersiedlung am Danielsberg zurück: Colomunitio, bestehend aus Colo (Hügel) und munitio (abgesichert, verstärkt, befestigt). Aus dem Namen wurde Cholomunze (1124) und schließlich Kolbnitz.
Zu diesem Zeitpunkt befand sich das Gebiet im Besitz der Grafen von Lurn, Vögten des Bistums Freising. Der letzte Lurner, Bischof Altmann von Trient, übergab 1126 seine Kirche Kolbnitz an Salzburg. Anschließend ging das Gebiet zum Großteil in den Besitz der Grafen von Görz über. Im 15. Jahrhundert fiel der Besitz an die Habsburger.
Die ehemalige Gemeinde Kolbnitz an der Tauernbahn wurde bei der Gemeindereform 1973 mit Mühldorf und Penk zur Gemeinde Reißeck zusammengelegt (1992 schied Mühldorf wieder aus). Der Begriff ist vor Ort noch üblich, so nennt sich die Gemeinde Reißeck Naturerlebnisregion Kolbnitz–Penk–Teuchl. Auch der Bahnhof der Tauernbahn, am Hang oberhalb zwischen Zandlach und Rottau, heißt Kolbnitz.

## Kultur und Sehenswürdigkeiten
- Pfarrkirche Kolbnitz

## Verkehr und Infrastruktur

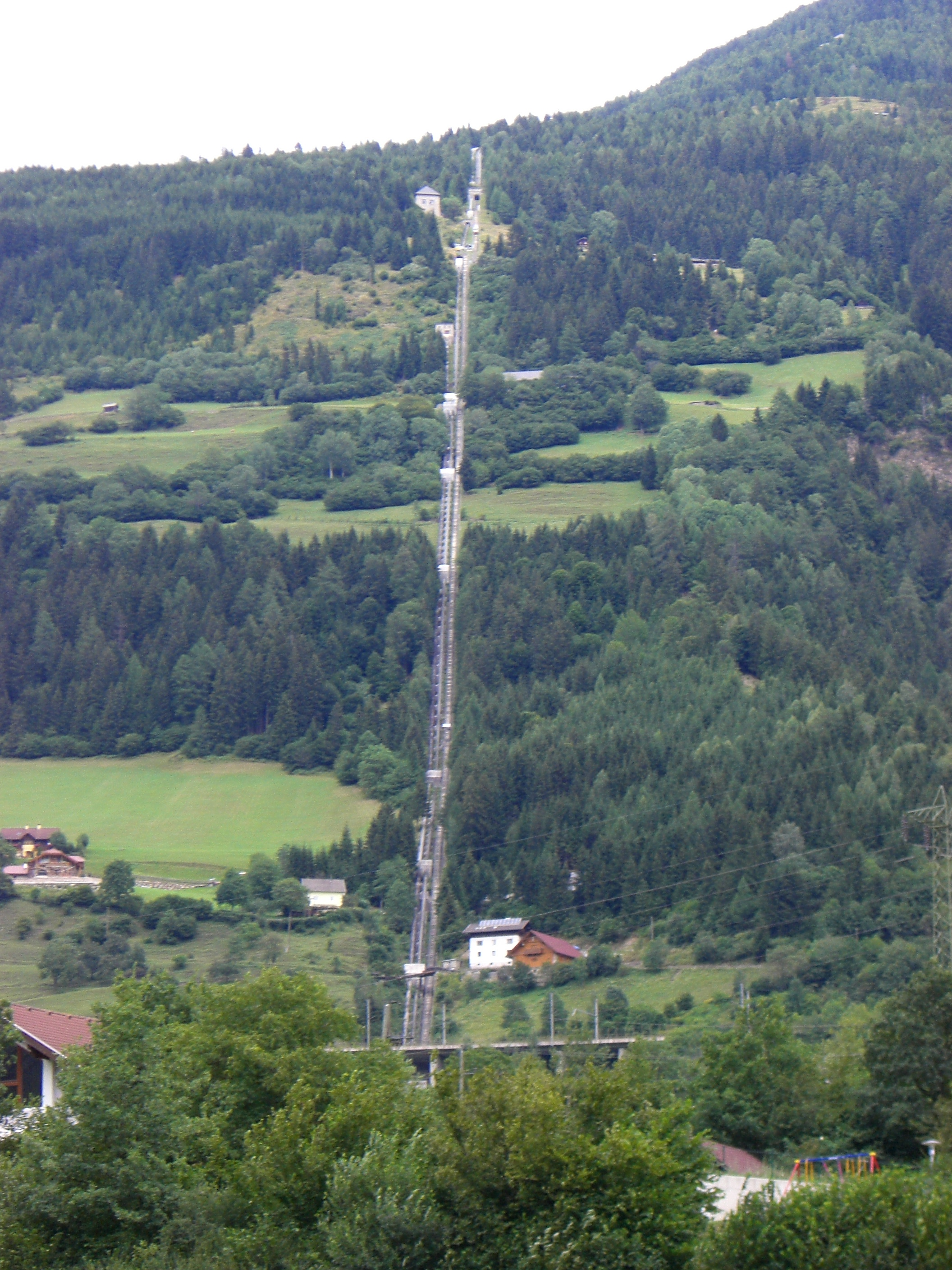
Sektion 1 der Reißeckbahn bei Unterkolbitz (Schattseite)

In Kolbnitz befinden sich die Talstationen der Reißeckbahn sowie der Kreuzeckbahn. Beide Seilbahnen wurden ursprünglich während des Baus der Speicherstauseen für die zwei Wasserkraftwerke benötigt, dienen heute aber hauptsächlich dem Tourismus.

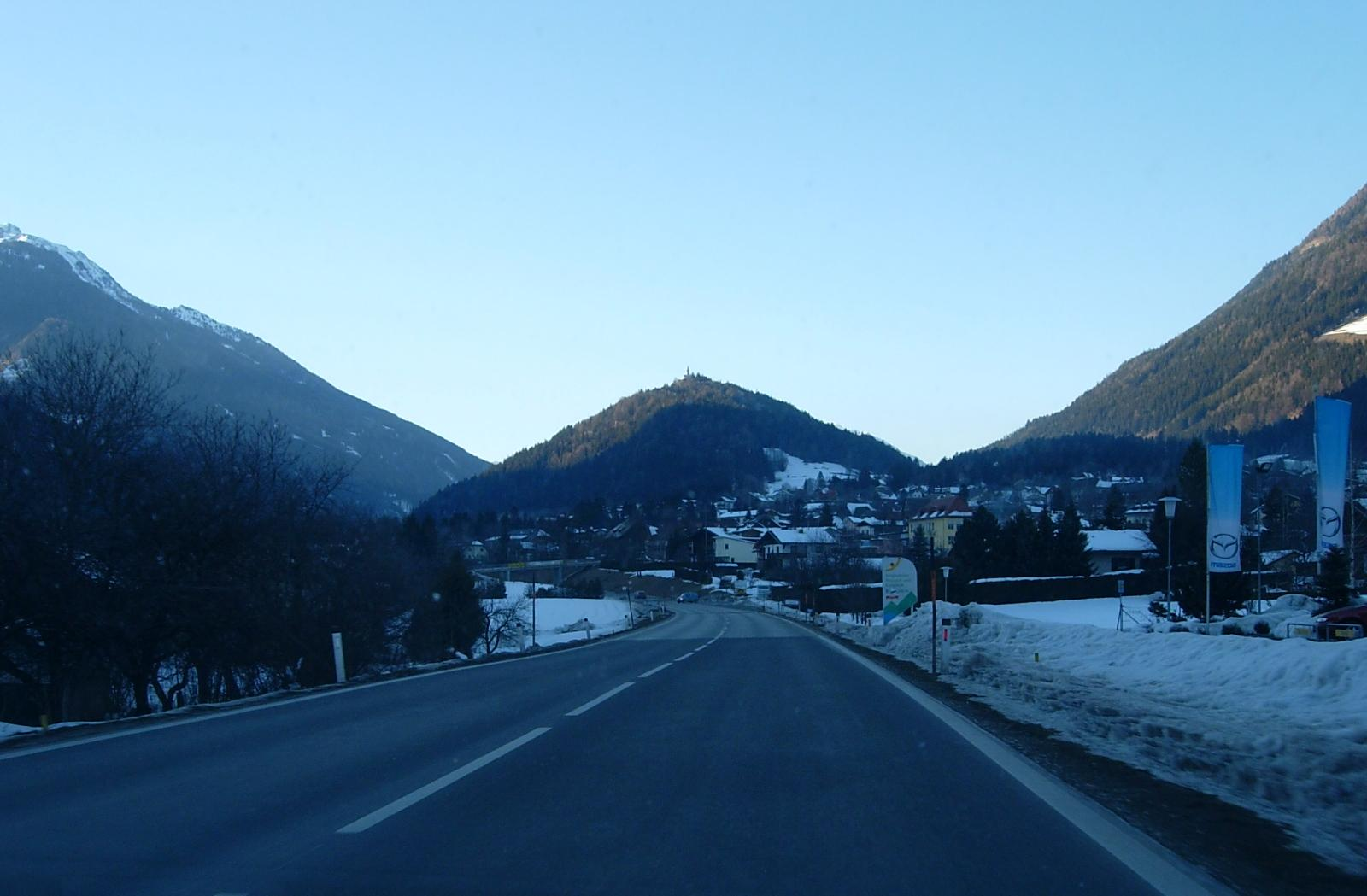
Kolbnitz mit Danielsberg im Hintergrund
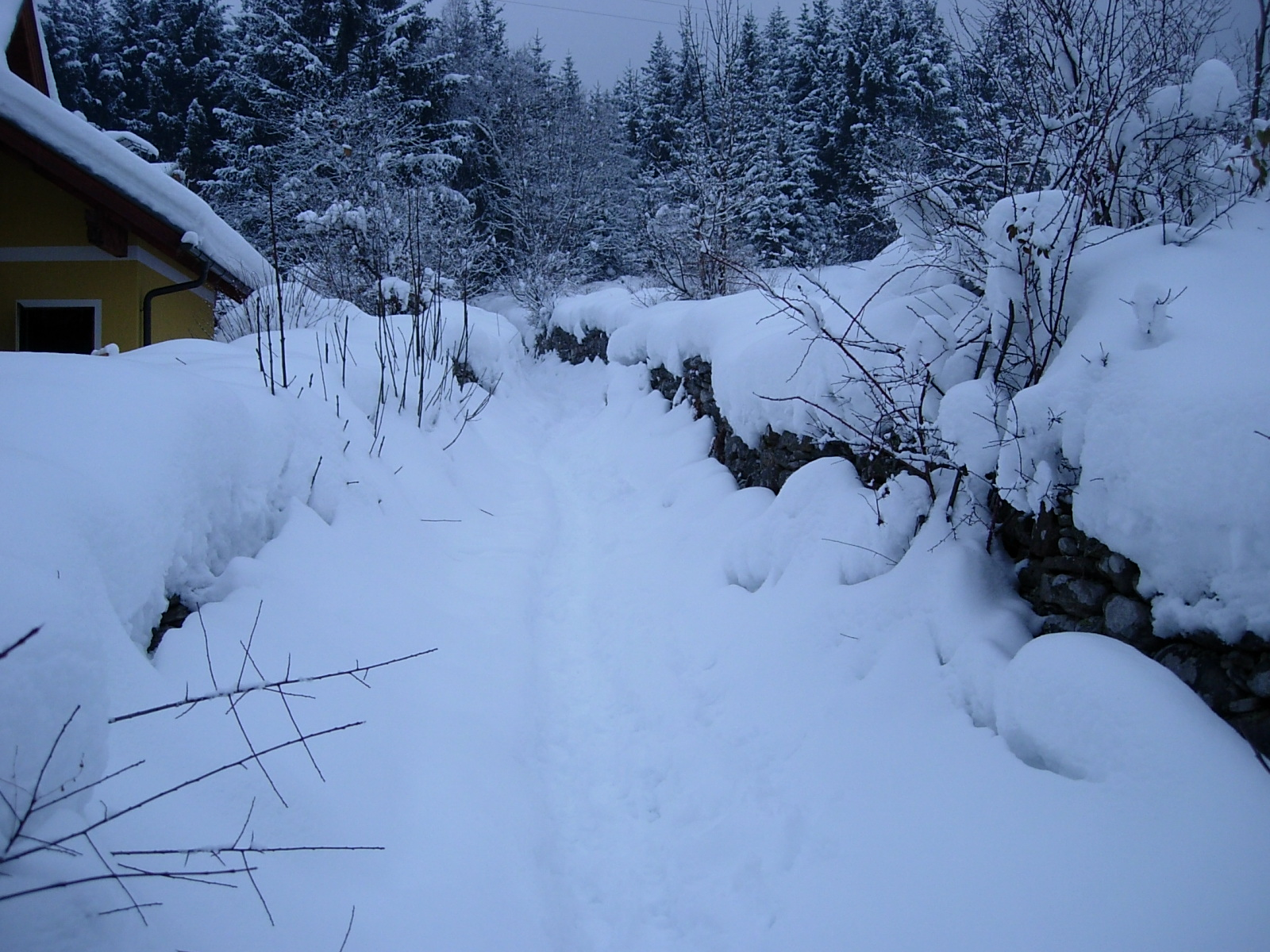
Römerweg mit Klaubsteinmauer (Trockensteinmauer) im Winter
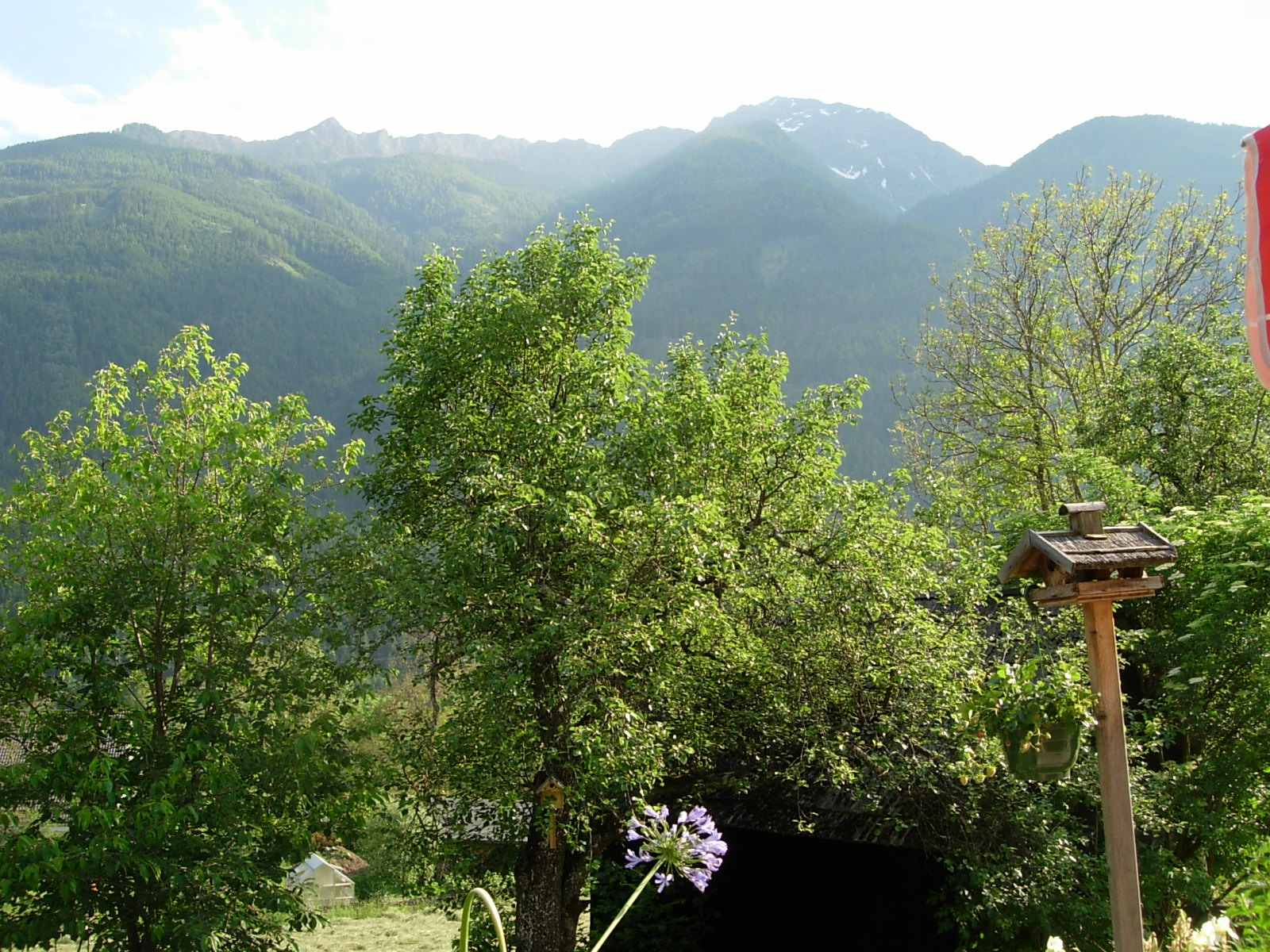
Blick von Kolbnitz Richtung Kreuzeckgruppe

## Persönlichkeiten
- Josef Viehhauser (* 1950), Sternekoch